# Японска малина
Японската малина (Rubus phoenicolasius), известна още като винена малина, wineberry или dewberry, е азиатски вид малина (Rubus subgenus Idaeobatus) в розовото семейство, родом от Китай, Япония и Корея.
Видът е представен в Европа и Северна Америка като декоративно растение и заради потенциала си в отглеждането на хибридни малини. Впоследствие, без култивация, се натурализира в части на Европа и Северна Америка.

## Етимология
На лат. phoenico означава „червен“. Това название малината получава заради червените си жлезисти лепкави косъмчета, които покриват стъблата на растението и неузрелите плодове.

## Култивация
Японската малина расте в дивата природа в много части на Съединените щати, предимно в Апалачите. Храстите ѝ са често срещани по краищата на нивите и крайпътните пътища и все още се използват за селекцията на малини. Те са едно от най-лесно идентифицираните инвазивни ядливи растения, без отровни прилици в Северна Америка. Други растения, които може да се объркат за японка малина са червената малина, черната малина и къпина, всички от които са годни за консумация.

## Употреба
Сладки и тръпчиви с малинен аромат, японските малини се използват подобно на останалите малини за приготвяне на сладкиши, като пай или други сладки лакомства.

## Въведен статус
Японската малина е родом от източна Азия и е въведена в части от Северна Америка и Европа. Расте интензивно и може да образува обширни гъсти гъсталаци, които изместват много местни видове. Японската малина може да бъде открита в много местообитания, като гори, полета, брегове на реки и влажни зони, както и в открити гори. Първите години на растеж на японската малина са по-дълги (приблизително 32%) спрямо много други черни и червени малини. Японската малина е гостоприемник на няколко вируса, като малиново жълто петно, което може да засегне местните видове малина.

### Стратегии за контрол
Растежът на японската малина може да бъде контролиран по различни начини, например чрез биологични механизми, повишаващи податливостта към болести, или механични въздействия чрез изкопаване, изкопаване или многократно рязане на растението, докато загине.  Химическия контрол чрез използване на системен хербицид, като глифозат. Концентрациите, смесени със спецификациите на производителите, могат да бъдат приложени към листата, за да убият растенията. Японската малина е посочена като вреден плевел както от Кънектикът, така и от Масачузетс, където притежанието и продажбата ѝ са забранени от закона.